# Éblouissant
'Éblouissant' est un cultivar de rosier obtenu en 1918 par le rosiériste orléanais Eugène Turbat. Il est issu d'un semis inconnu croisé avec 'Cramoisi Supérieur'.

## Description
Ce rosier polyantha diploïde de taille naine (40 cm) présente de belles grappes de fleurs rouges, doubles et globuleuses. Elles sont légèrement parfumées. La floraison est remontante.
'Éblouissant' supporte les hivers froids et est résistant aux maladies.
On peut admirer cette variété devenue rare à la roseraie Jean-Dupont d'Orléans ou à l'Europa-Rosarium de Sangerhausen. Elle est parfaite pour les devants de massifs, les potées et les jardinières et fleurit aussi une bonne partie de l'été.